# Michel Lambert
Michel Lambert (ur. 1610 w Champigny-sur-Veude, zm. 29 czerwca 1696 w Paryżu) – francuski kompozytor i śpiewak okresu baroku.

## Życiorys
Początkowo był członkiem chóru chłopięcego w rodzinnym Champigny-sur-Veude, następnie został paziem w służbie Gastona Orleańskiego. Był śpiewakiem w nadwornej kapeli córki Gastona, La Grande Mademoiselle, później zaś członkiem i ostatecznie dyrektorem jej nadwornego zespołu smyczkowego. Występował jako śpiewak, akompaniując sobie na teorbanie. Brał też udział jako śpiewak i tancerz w baletach na dworze królewskim. W 1661 roku otrzymał tytuł maître de musique de la chambre du Roi. Ceniony przez współczesnych jako kompozytor i nauczyciel śpiewu, otrzymywał wysokie uposażenie. Wydał ponad 20 zbiorów arii, z których większość zaginęła.
W 1641 roku poślubił Gabrielle Dupuy, siostrę śpiewaczki Hilaire Dupuy. Córka Lamberta, Madeleine, w 1662 roku poślubiła Jeana-Baptiste’a Lully’ego. Lully i Lambert współpracowali przy tworzeniu muzyki do baletów.

## Ważniejsze kompozycje
(na podstawie materiałów źródłowych)
- Les airs du Sieur (wyd. Paryż 1660)
- Les airs de Monsieur Lambert na 2 głosy i basso continuo (wyd. Paryż 1660, 2. wyd. 1666)
- 60 Airs na 1–5 głosów i basso continuo (wyd. Paryż 1689)
- 75 Airs de Monsieur Lambert non imprimez na 1 głos i basso continuo, rękopis
- Pièces en trio pour les violons, flûtes ou hautbois (wyd. Amsterdam b.r.)
- Leçons de ténèbres pour la semaine sainte, 2 cykle na głos i basso continuo (1689), rękopis
- Miserere mei Deus na 2–3 głosy, rękopis w zbiorach Bibliothèque nationale
- arie, fragmenty muzyki scenicznej (1663, 1664, 1665), rękopis w zbiorach Bibliothèque nationale